# Plecia ramosa
Plecia ramosa är en tvåvingeart som beskrevs av Fitzgerald 1998. Plecia ramosa ingår i släktet Plecia och familjen hårmyggor. Inga underarter finns listade i Catalogue of Life.